# آدام رز

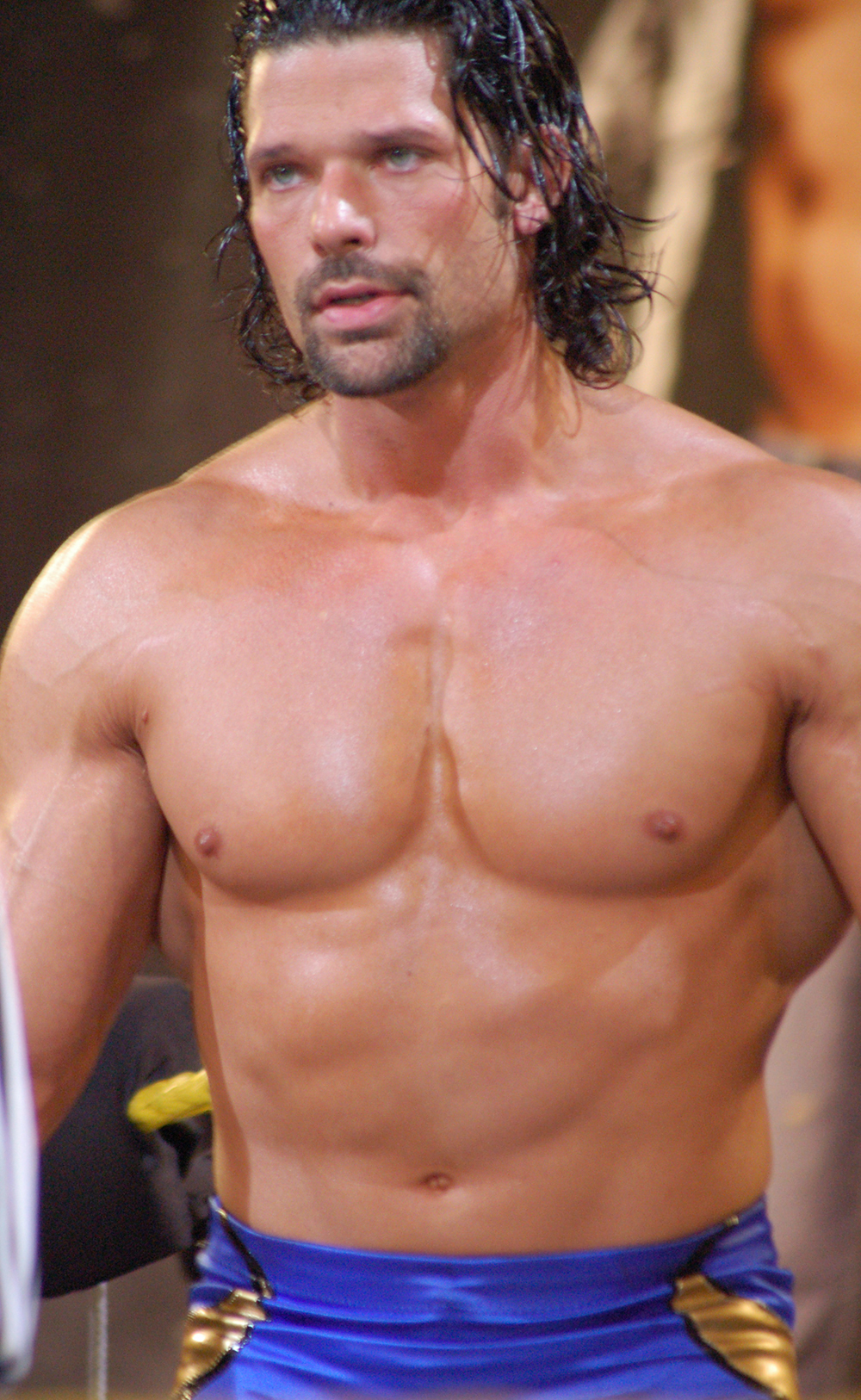
آدام رز در سال ۲۰۱۱

ریموند جان لیپان (متولد ۲۰ ژوئیه ۱۹۷۹) یک کشتی‌گیر حرفه‌ای اهل آفریقای جنوبی است که بیشتر به خاطر زمان خود در WWE به عنوان آدام رز شناخته می‌شود. او دارای قهرمانی و افتخارات فراوانی است و دو فرزند دارد.